# Luisa Fernanda Rudi

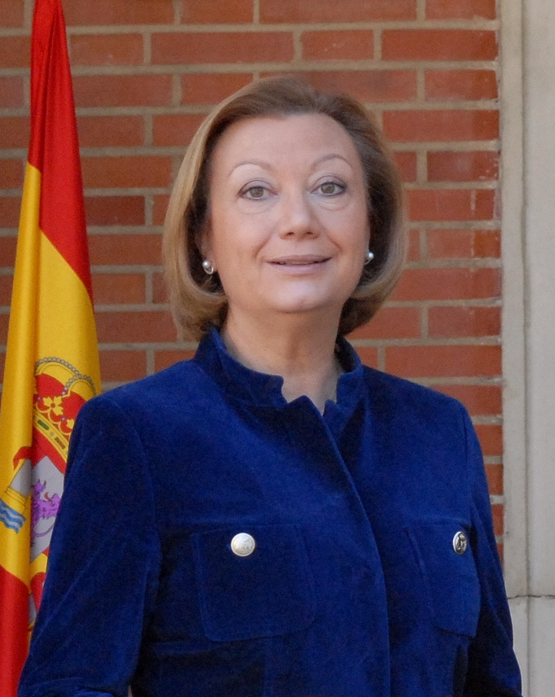
Luisa Fernanda Rudi

Luisa Fernanda Rudi (Sevilla, 13 december 1950) is een Spaans politica van de conservatieve Partido Popular.
Ze was vanaf 1995 burgemeester van Zaragoza voordat ze in het jaar 2000 werd gekozen als voorzitter van het Congres van Afgevaardigden, het Spaanse parlement tijdens de VIII legislatuur. Ze was de eerste vrouw in de parlementaire geschiedenis van Spanje die deze functie bekleedde. Van 2004 tot 2008 was ze lid van het Europees Parlement. Van 2008 tot 2017 was ze voorzitter van de Partido Popular de Aragón. In 2011 werd ze president van de diputación general de Aragón, de regionale regering van de autonome gemeenschap Aragón. Deze functie bekleedde ze tot 2015 toen ze werd opgevolgd door Javier Lambán van de sociaal democratische PSOE. Sindsdien is Rudi namens de PP lid van de Spaanse senaat.